# Боуман, Мэдди
Мэ́дди Бо́уман (англ. Maddie Bowman; род. 10 января 1994 в Саут-Лейк-Тахо, штат Калифорния, США) — американская фристайлистка, специализирующаяся в дисциплине хафпайп.
Первый победитель в женском хафпайпе в истории Олимпийских игр. Двукратный победитель зимних экстремальных игр (англ. X-Games) (2013 и 2014).

## Результаты

### Олимпийские игры
| Место | Дата            | Место проведения | Вид     | Победитель |
| ----- | --------------- | ---------------- | ------- | ---------- |
| 1     | 20 февраля 2014 | Сочи             | Хафпайп | —          |

### Чемпионат мира
| Место | Дата         | Место проведения | Вид     | Победитель   |
| ----- | ------------ | ---------------- | ------- | ------------ |
| DNS   | 5 марта 2013 | Восс             | Хафпайп | Виржини Февр |

### Кубок мира

#### Генеральная классификация
| Сезон   | Место |
| ------- | ----- |
| 2011/12 | 40    |
| 2012/13 | 11    |
| 2013/14 |       |

#### Подиумы
| Дата            | Место проведения | Вид     | Место |
| --------------- | ---------------- | ------- | ----- |
| 4 марта 2012    | Маммот-Маунтин   | Хафпайп | 3     |
| 11 января 2013  | Куппер-Маунтин   | Хафпайп | 1     |
| 2 февраля 2013  | Парк-Сити        | Хафпайп | 1     |
| 20 декабря 2013 | Куппер-Маунтин   | Хафпайп | 2     |
| 12 января 2014  | Брекенридж       | Хафпайп | 1     |

- В сумме (3 первых, 1 второе и 1 третье место).